# 乾德 (北宋)
乾德（963年十一月—968年十一月）是北宋太祖赵匡胤的年号，也是北宋的第二个年号。共计6年。
南唐后主李煜、吳越忠懿王钱俶用该年号纪年。
乾德三年冬，北宋灭后蜀，得一镜，背后竟刻有「乾德四年」的字样。赵匡胤见後大惊，问赵普，现在才乾德三年，怎会有乾德四年？赵普不能答。赵匡胤又问范质，范质说前蜀王衍也有乾德年号。赵匡胤叹道宰相需用读书人。

## 改元
- 建隆四年——十一月十六日，改元為乾德元年。[4][5]
- 乾德六年——十一月二十四日，改元為開寶元年。[6][7]

## 紀年農曆對照表
表格中各月的干支即為各月的第1日，「大」表示該月有30日，「小」表示該月有29日，「閏月」表格中的中文數字表示該年為閏某月（比如「十二己酉」裡有中文數字「十二」，即表示該行所在年份有閏十二月），各月初一底下的數字表示對應的西曆日期。
| 西元  | 干支 | 紀年     | 正月   | 二月   | 三月   | 四月   | 五月   | 六月   | 七月   | 八月   | 九月   | 十月   | 十一月 | 十二月   | 閏月       |
| ----- | ---- | -------- | ------ | ------ | ------ | ------ | ------ | ------ | ------ | ------ | ------ | ------ | ------ | -------- | ---------- |
| 963年 | 癸亥 | 乾德元年 |        |        |        |        |        |        |        |        |        |        | 己酉大 | 己卯大   | 十二己酉小 |
| 963年 | 癸亥 | 乾德元年 |        |        |        |        |        |        |        |        |        |        | 11/19  | 12/19    | 964/1/18   |
| 964年 | 甲子 | 乾德二年 | 戊寅大 | 戊申小 | 丁丑大 | 丁未小 | 丙子小 | 乙巳小 | 甲戌大 | 甲辰大 | 甲戌小 | 癸卯大 | 癸酉大 | 癸卯大   |            |
| 964年 | 甲子 | 乾德二年 | 2/16   | 3/17   | 4/15   | 5/15   | 6/13   | 7/12   | 8/10   | 9/9    | 10/9   | 11/7   | 12/7   | 965/1/6  |            |
| 965年 | 乙丑 | 乾德三年 | 癸酉小 | 壬寅大 | 壬申小 | 辛丑大 | 辛未小 | 庚子小 | 己巳小 | 戊戌大 | 戊辰小 | 丁酉大 | 丁卯大 | 丁酉大   |            |
| 965年 | 乙丑 | 乾德三年 | 2/5    | 3/6    | 4/5    | 5/4    | 6/3    | 7/2    | 7/31   | 8/29   | 9/28   | 10/27  | 11/26  | 12/26    |            |
| 966年 | 丙寅 | 乾德四年 | 丁卯小 | 丙申大 | 丙寅大 | 丙申小 | 乙丑小 | 甲午大 | 甲子小 | 癸巳小 | 壬辰小 | 辛酉大 | 辛卯大 | 辛酉小   | 八壬戌大   |
| 966年 | 丙寅 | 乾德四年 | 1/25   | 2/23   | 3/25   | 4/24   | 5/23   | 6/21   | 7/21   | 8/19   | 10/17  | 11/15  | 12/15  | 967/1/14 | 9/17       |
| 967年 | 丁卯 | 乾德五年 | 庚寅大 | 庚申大 | 庚寅小 | 己未大 | 己丑小 | 戊午大 | 戊子小 | 丁巳小 | 丙戌大 | 丙辰小 | 乙酉大 | 乙卯大   |            |
| 967年 | 丁卯 | 乾德五年 | 2/12   | 3/14   | 4/13   | 5/12   | 6/11   | 7/10   | 8/9    | 9/7    | 10/6   | 11/5   | 12/4   | 968/1/3  |            |
| 968年 | 戊辰 | 乾德六年 | 乙酉小 | 甲寅大 | 甲申小 | 癸丑大 | 癸未大 | 癸丑小 | 壬午大 | 壬子小 | 辛巳大 | 辛亥小 | 庚辰小 |          |            |
| 968年 | 戊辰 | 乾德六年 | 2/2    | 3/2    | 4/1    | 4/30   | 5/30   | 6/29   | 7/28   | 8/27   | 9/25   | 10/25  | 11/23  |          |            |

## 同期存在的其他政权年号
- 中國
  - 天會（957年－973年）：北漢—劉鈞、劉繼恩、劉繼元之年號
  - 大寶（958年－971年）：南漢—劉鋹之年號
  - 廣政（938年－965年）：後蜀—孟昶之年號
  - 應曆（951年－969年）：遼—遼穆宗耶律璟之年號
  - 廣德（953年－967年）：大理—段思聰之年號
  - 順德（968年）：大理—段思聰之年號
  - 同慶（912年－966年）：于闐—尉遲烏僧波之年號
  - 天尊（967年－977年）：于闐—尉遲蘇拉之年號
- 日本
  - 應和（961年－964年）：村上天皇之年号
  - 康保（964年－968年）：日本村上天皇、冷泉天皇之年号
  - 安和（968年－970年）：冷泉天皇與圓融天皇之年号

## 参見
- 中国年号索引
- 其他使用乾德為年号的政權

## 深入閱讀
- 李崇智. . 北京: 中華書局. 2004年12月. ISBN 7101025129.
- 鄧洪波. . 臺北: 國立臺灣大學東亞經典與文化研究計劃. 2005年3月  [2021-11-15]. ISBN 9789860005189. （原始内容 (pdf)存档于2007-08-25）. （页面存档备份，存于）

| 前一年號： 建隆 | 北宋年号 乾德 | 下一年號： 开宝 |

| 前一年號： 建隆 | 南唐年号 乾德 | 下一年號： 开宝 |

| 前一年號： 建隆 | 吳越年號 乾德 | 下一年號： 开宝 |